# Xã Amity, Quận Bottineau, Bắc Dakota
Xã Amity (tiếng Anh: Amity Township) là một xã thuộc quận Bottineau, tiểu bang Bắc Dakota, Hoa Kỳ. Năm 2010, dân số của xã này là 33 người.